# Sagami-ji
Sagami-ji (酒見寺?   o  Sagami-dera) es un templo del budismo Shingon en Kasai, en la Prefectura de Hyōgo (Japón). El Emperador Shōmu ordenó su construcción en el 754 por petición de Gyōki, un monje budista.

## Historia
Según los registros del templo, el sacerdote Gyōki recibió, por parte del oráculo de un santuario, Sagami Myōjin (酒見明神?), una instrucción para levantar un templo en los terrenos actuales. Gyōki llevó la solicitud al Emperador Shōmu, quien luego ordenó la construcción de Sagami-ji. Cuando terminó en 745, fue nombrado «Sagami» por los orígenes del oráculo.
Las inscripciones en el templo registran las visitas posteriores de varios emperadores y shōguns, incluyendo al líder militar Tokugawa Ieyasu.
El edificio sufrió graves daños en la Rebelión Heiji de 1159, y luego fue reconstruido. El templo principal fue incendiado durante conflictos en 1578, y no fue reconstruido hasta que el daimyō de Himeji, Honda Tadamasa, acordó ayudar al clan Ikeda en su reconstrucción.

## Edificios
- Hondō, el salón principal.
- Tahōtō, la pagoda del templo.
- Shōrō, el campanario.

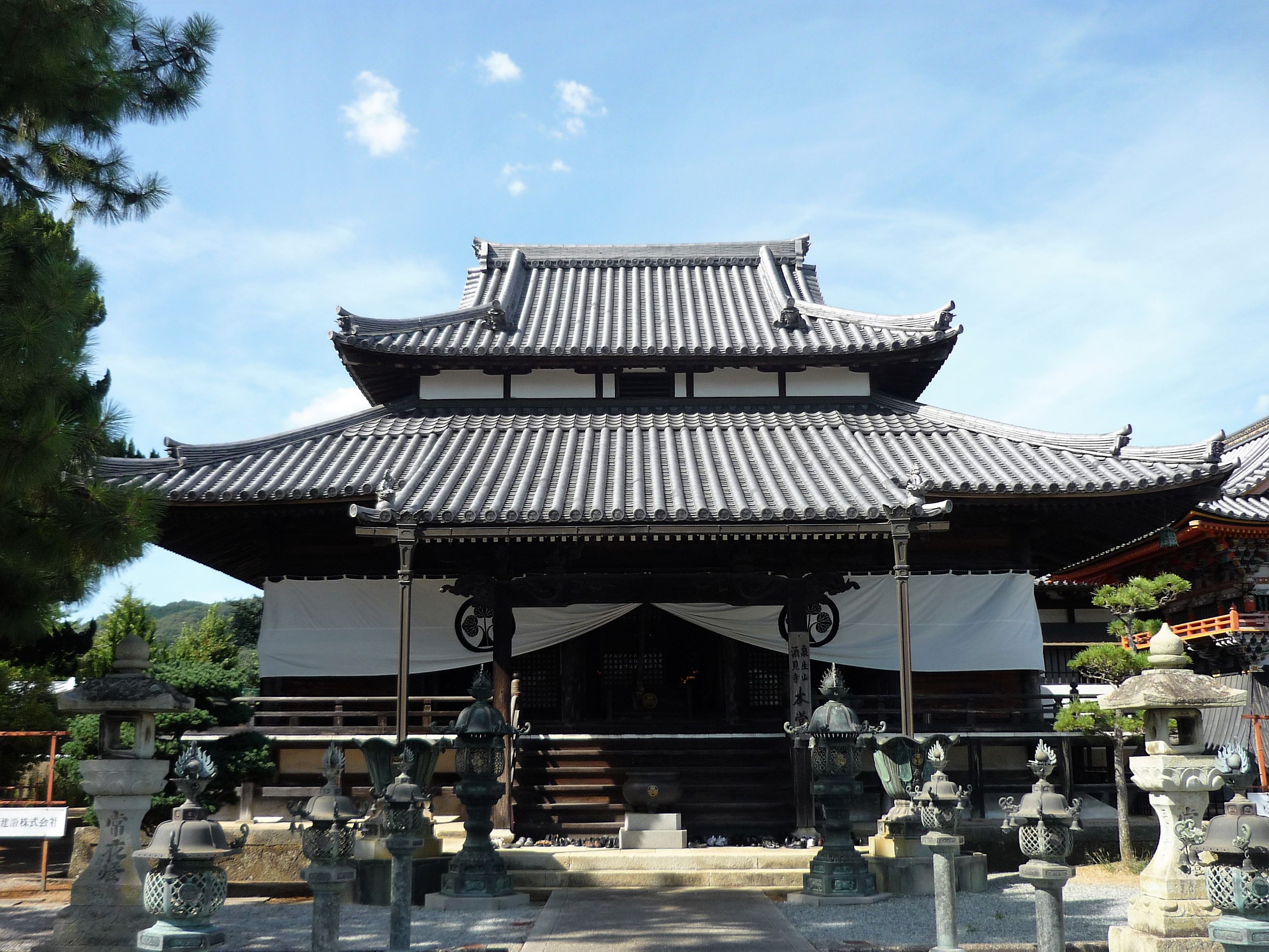
El hondō de Sagami-ji.

- Rōmon, un tipo de entrada que presenta dos pisos.

## Galería

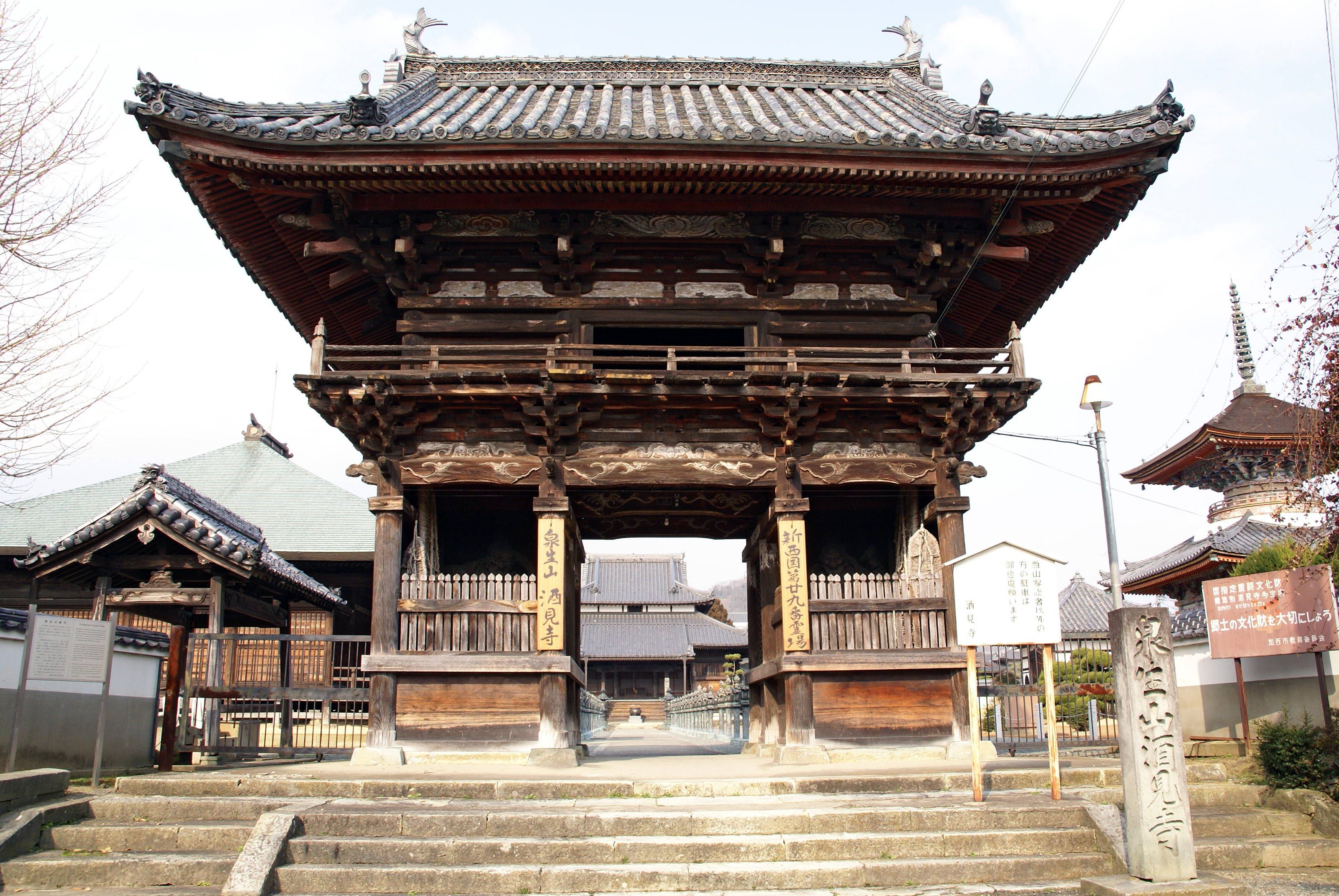
Rōmon
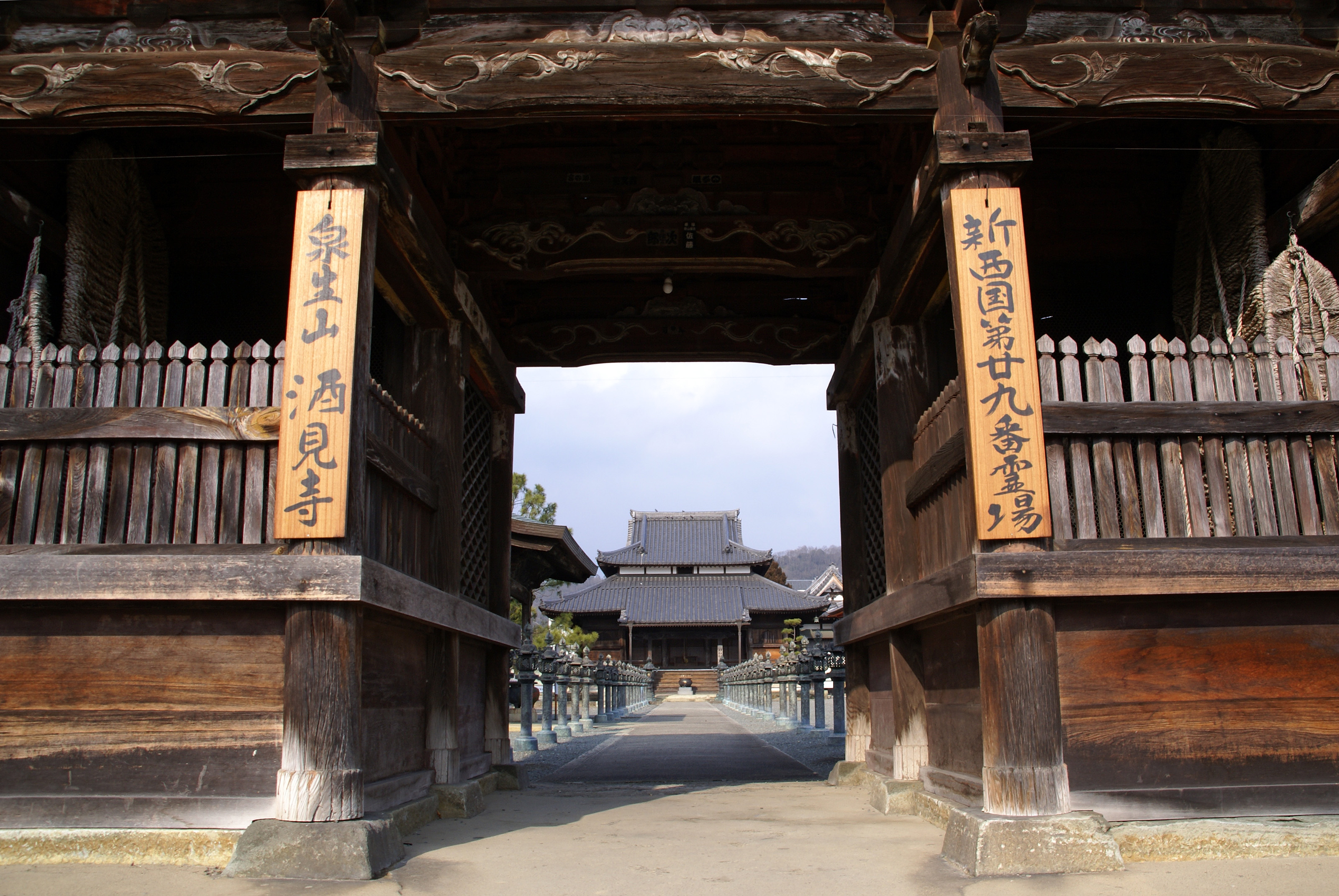
Entrada
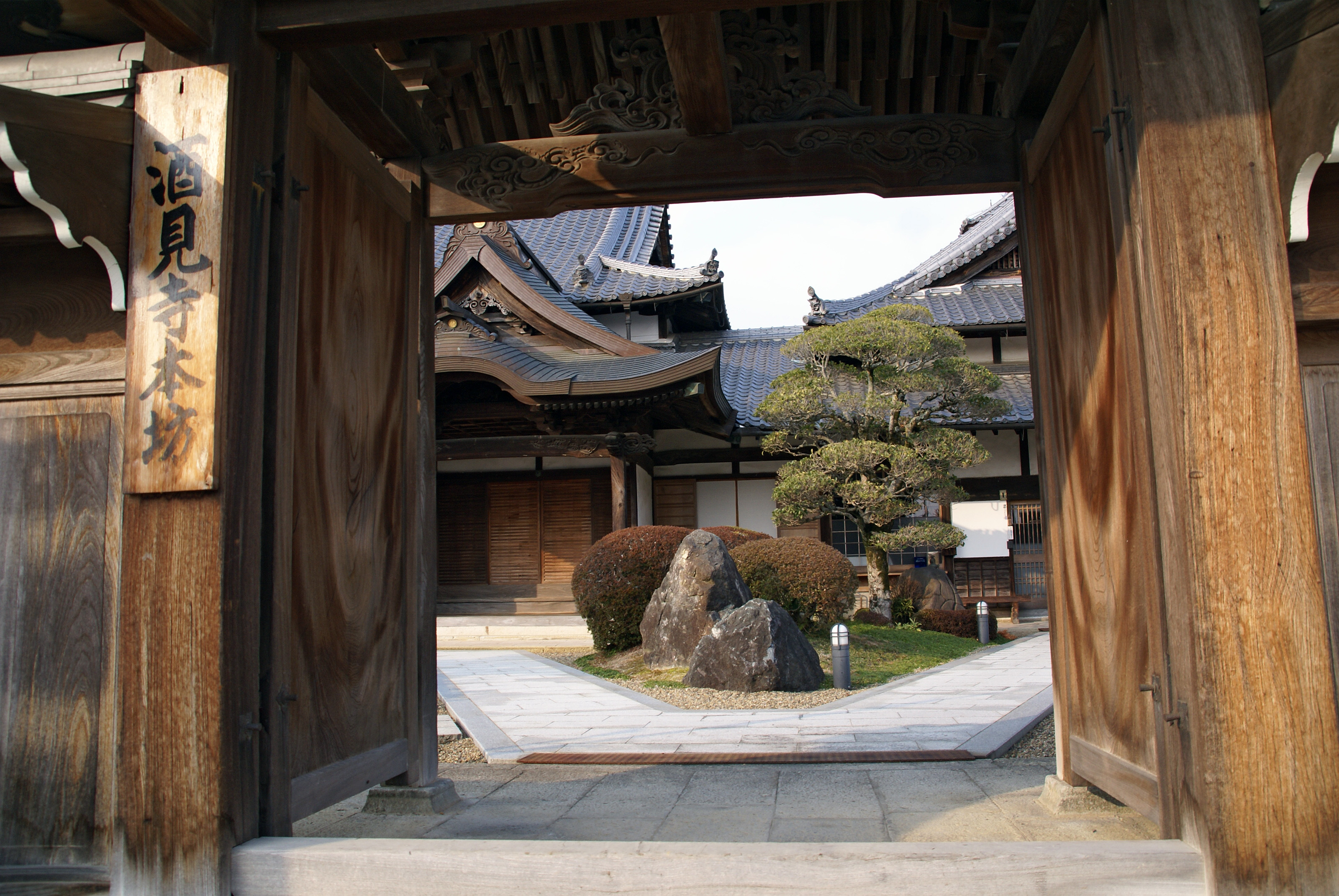
Jardín
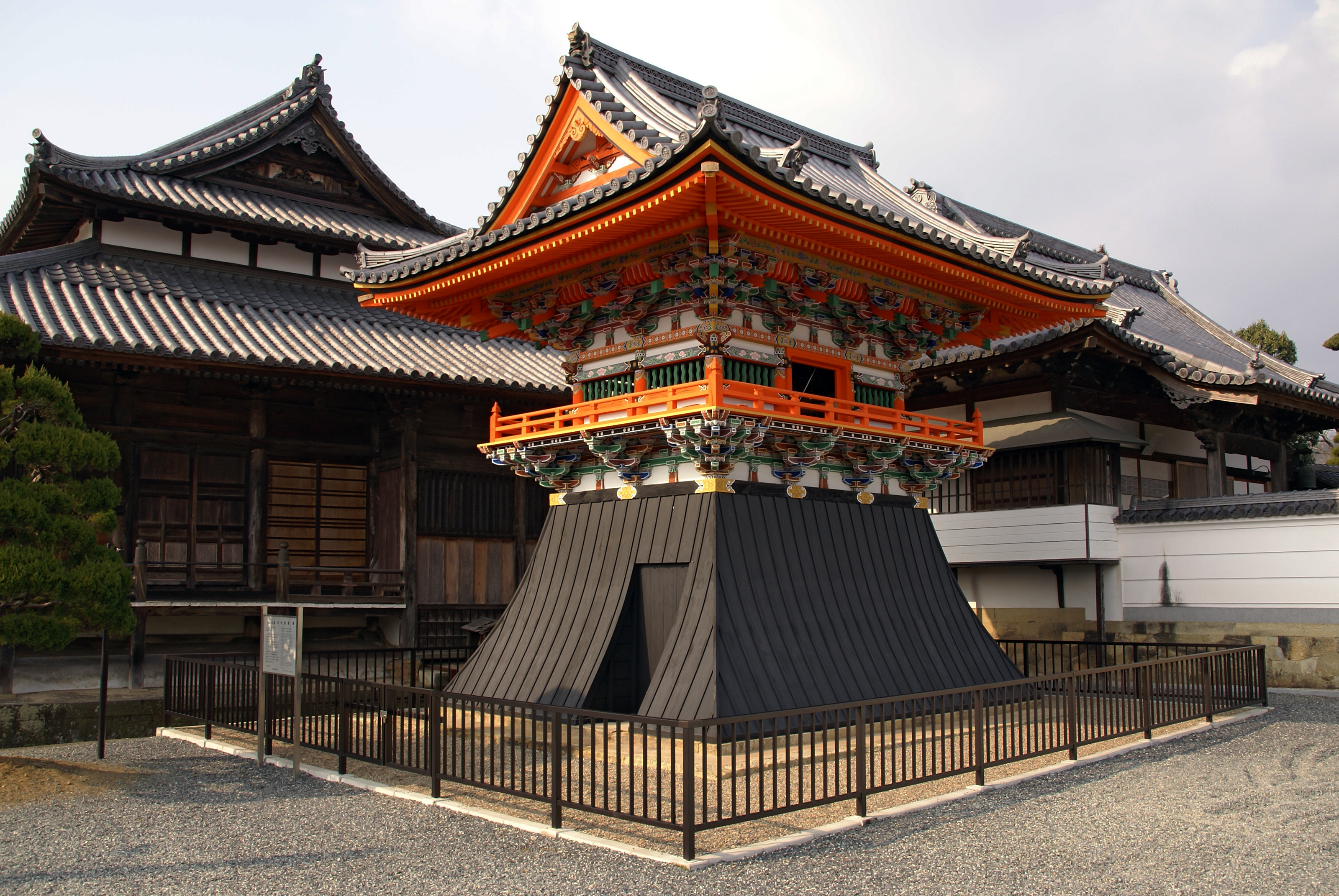
El shōrō (campanario)
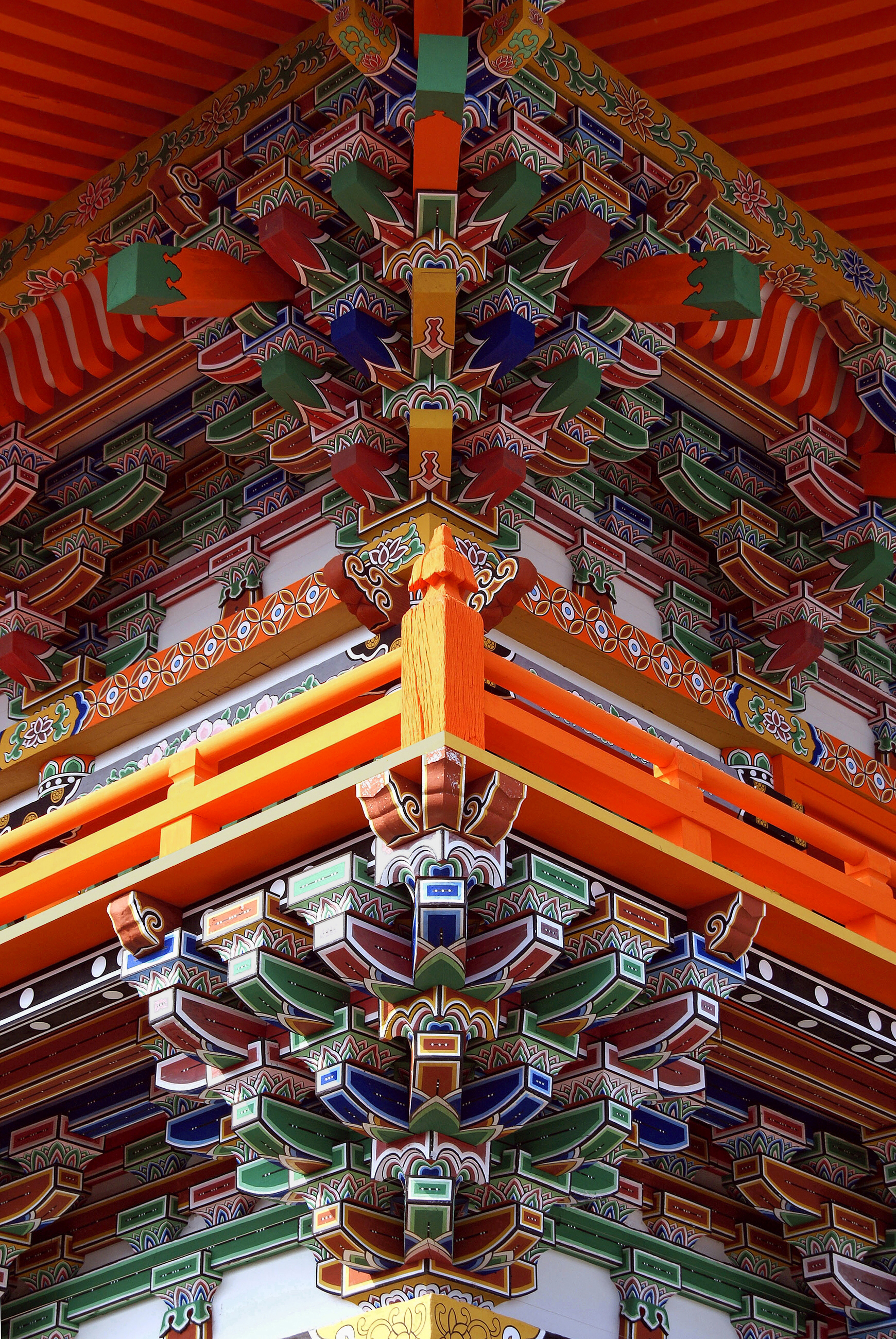
Dougong colorido del shōrō
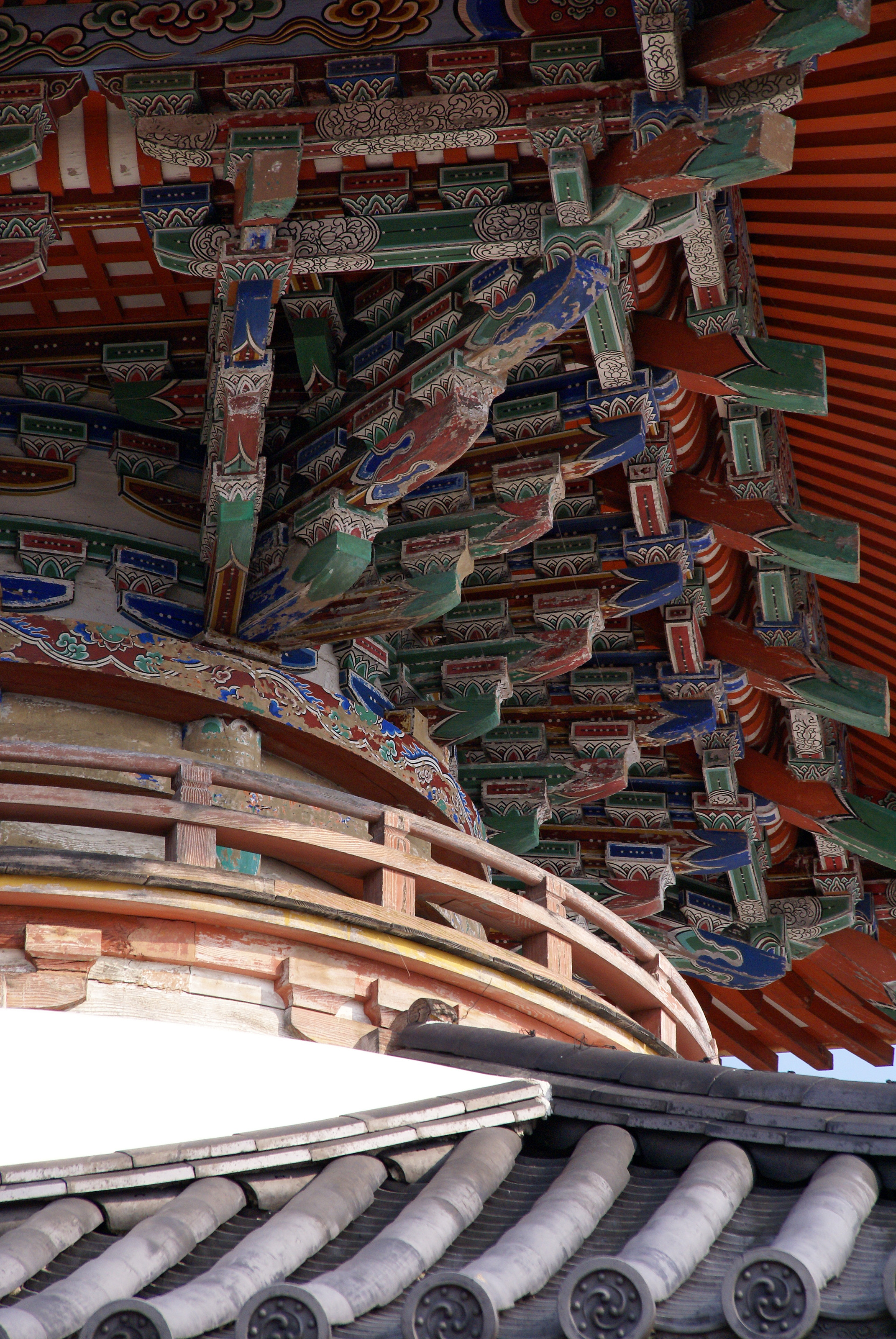
El canecillo del tahōtō
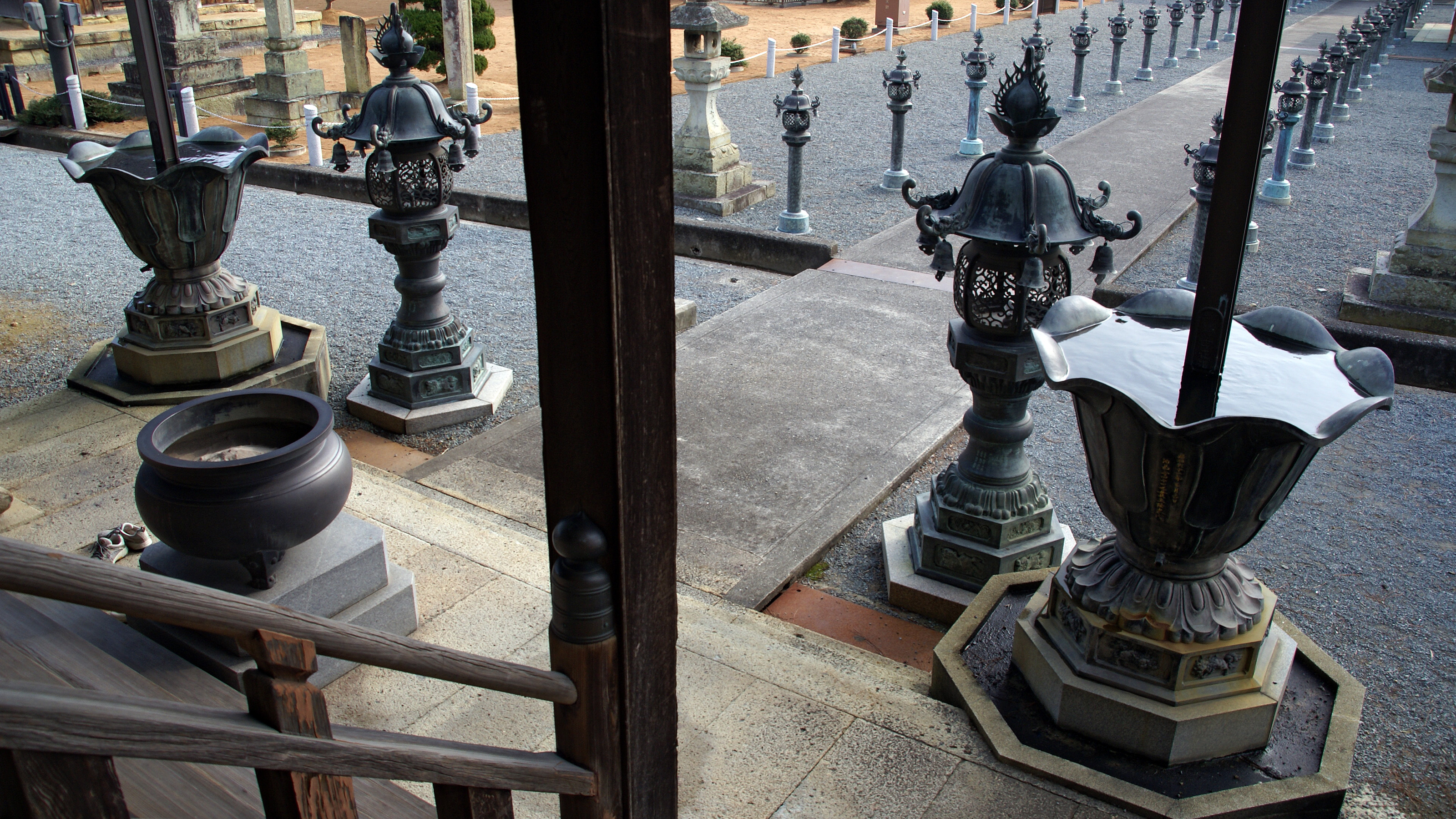
Camino al templo principal